# Inna czynność seksualna
Inna czynność seksualna – zachowanie seksualne niebędące obcowaniem płciowym.
Inną czynnością seksualną jest przykładowo:
- kontakt cielesny o charakterze seksualnym niebędący obcowaniem płciowym (dotykanie ciała w celach seksualnych)
- masturbacja
- każda czynność o charakterze seksualnym (także bez kontaktu cielesnego), która zmierza do uzyskania pobudzenia seksualnego lub zaspokojenia potrzeby seksualnej przez osobę wykonującą tę czynność lub aranżującą jej wykonanie.

## Aspekty prawne
Doprowadzenie drugiej osoby do poddania się innej czynności seksualnej lub wykonania takiej czynności:
- przy użyciu przemocy, groźby bezprawnej lub podstępu
- przy wykorzystaniu bezradności lub wynikających z upośledzenia umysłowego lub choroby psychicznej brak zdolności tej osoby do rozpoznania znaczenia czynu lub pokierowania swoim postępowaniem
- przez nadużycie stosunku zależności lub wykorzystanie krytycznego położenia tej osoby

jest czynem zabronionym.
Zgodnie z uchwałą Sądu Najwyższego z dnia 19 maja 1999 r., sygn. I KZP 17/99 (publ. OSNKW 1999/7-8/37) „inna czynność seksualna”, w rozumieniu art. 200§1 kodeksu karnego (a także w rozumieniu art. 197§2 k.k. oraz art. 198 i 199 k.k.), to takie zachowanie, nie mieszczące się w pojęciu „obcowania płciowego”, które związane jest z szeroko rozumianym życiem płciowym człowieka, polegające na kontakcie cielesnym sprawcy z pokrzywdzonym lub przynajmniej na cielesnym i mającym charakter seksualny zaangażowaniu ofiary.